# Mut-vitz

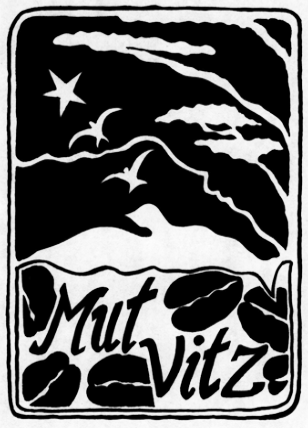
Sello de café Mut-vitz

La cooperativa Mut-vitz (en lengua tzotzil, 'Cerro del Pájaro') fue una asociación comunitaria zapatista para la producción y venta de café de forma justa y digna para los caficultores. Fue fundada en 1997 y disuelta forzosamente por el Gobierno de Chiapas en 2009, y se ubicada en San Juan de la Libertad (actual municipio de El Bosque, Chiapas). A pesar de su cierre, Mut-vitz dio lugar a otras cooperativas cafeteras zapatistas, como Yachil Xojoval Chulchan, y Ssit Lequil Lum, también en Chiapas. La totalidad del café se producía mediante cultivo orgánico, y posteriormente comenzaron a producir también miel.
Si bien es cierto que son conformadas principalmente por comunidades indígenas tzotzil, las cooperativas zapatistas como Mut-vitz no ponen el foco en el aspecto étnico, sino en el carácter social y político de sus proyectos.

## Motivación

### Antecedentes
El café ha sido tradicionalmente uno de los principales recursos para la población rural de Los Altos y otras regiones chiapanecas. Sin embargo, desde que comenzase la crisis del café en México a partir de los años 80-90, muchos caficultores han visto reducidos sus ingresos, ni siquiera llegando a cubrir los costos de producción, y por lo tanto, sumiendo muchas familias en la pobreza. Ello ha hecho que la región se estanque económicamente, y los trabajadores se ven obligados a abandonar sus tierras para emigrar a las grandes ciudades o a los Estados Unidos.

### Trabajo digno
Durante años, los productores cafeteros se veían obligados a vender su producto a los llamados coyotes. Los coyotes son los intermediarios entre los caficultores y las corporaciones multinacionales, que son a su vez quienes distribuyen nacional e internacionalmente el café chiapaneco. La principal queja de los caficultores es el hecho de que en esta cadena de producción, ellos son quienes menos reciben de las ganancias, a pesar de ser quienes más duro trabajan.

### Zapatismo
La cooperativa estuvo organizada sobre bases zapatistas de lucha política y resistencia para contrarrestar la fuerza del Estado. En última instancia buscaban, no la independencia del Estado, sino el derecho a la autonomía, es decir, a poder tomar decisiones de manera ajena al gobierno y a los mercados globales.
Mut-vitz fue la puesta en práctica de la ideología rebelde zapatista. Las decisiones se tomaban por consenso entre los productores. El historiador Andrés Aubry comentó que los zapatistas «dentro de la guerra están construyendo la paz. Agroecología, educación y salud, eso no es guerra».

## Resultados
A través de los años, produciendo café y comerciándolo mediante redes de cooperación, Mut-vitz se convirtió en una actividad rentable y demostró la viabilidad del proyecto, sin subsidios, ni proteccionismo ni programas gubernamentales. El café zapatista Mut-vitz se vendía en Alemania, Estados Unidos, Francia y Suiza entre otros. La entrada en los mercados de comercio justo y solidario supuso la mejora de los ingresos de sus miembros.

## Cronología de Mut-vitz
- En 1995, un año después del levantamiento zapatista, se da un encuentro entre zapatistas y caficultores con el objetivo de mejorar sus condiciones laborales.
- En 1997, alrededor de 200 productores fundan Mut-vitz, tomando el nombre de una montaña cercana a la cooperativa.
- En 1998, reciben el certificado CertiMex y la licencia para poder exportar.[2] La cooperativa ya contaba con 750 socios.[3]
- En 2004, Mut-vitz contaba con 643 caficultores.[4]